# Атлантик-Сити (фильм, 1980)
«Атла́нтик-Си́ти» (англ. Atlantic City) — криминальная драма 1980 года. Главный приз Венецианского кинофестиваля, пять номинаций на премию «Оскар». Одна из последних крупных ролей в кино Берта Ланкастера.

## Сюжет
Гангстер Лу, всю жизнь проработавший «мальчиком на побегушках» в криминальном бизнесе, ушёл на покой и живёт в Атлантик-Сити — второй столице американского игорного бизнеса. Но жизнь Лу меняется, когда он знакомится с молодым жуликом Дэйвом, укравшим наркотики у мафии, и его бывшей женой Сэлли, работающей в одном из казино Атлантик-Сити.
Мафиози настигают и убивают Дэйва. Не найдя у него ни денег, ни кокаина, они принимаются терроризировать Лу и Сэлли. Лу потребуется немалое мужество, чтобы из ничтожного человечка, пытающегося всячески поднять собственную значимость в глазах окружающих, стать настоящим мафиози.

## В ролях
- Берт Ланкастер — Лу Паскаль
- Сьюзан Сарандон — Салли Мэтьюс
- Кейт Рид — Грэйс Пинца
- Мишель Пикколи — Жозеф
- Эл Уэксмен — Алфи
- Роберт Джой — Дейв Мэтьюс
- Холлис Макларен — Крисси

## Награды и номинации
Перечислены основные награды и номинации. Полный список см. на IMDb.com

### Награды
- 1982 Премия BAFTA
  - Лучшая режиссура — Луи Маль
  - Лучшая мужская роль — Берт Ланкастер
- 1981 Премия «Джини»
  - Лучшая работа художника-постановщика — Энн Притчард
  - Лучшая иностранная актриса — Сьюзан Сарандон
  - Лучшая женская роль второго плана — Кейт Рейд
- 1980 Премия «Золотой лев» Венецианского кинофестиваля — Луи Маль

### Номинации
- 1982 Премия «Оскар»
  - Лучшая картина
  - Лучший сценарий — Джон Гуар

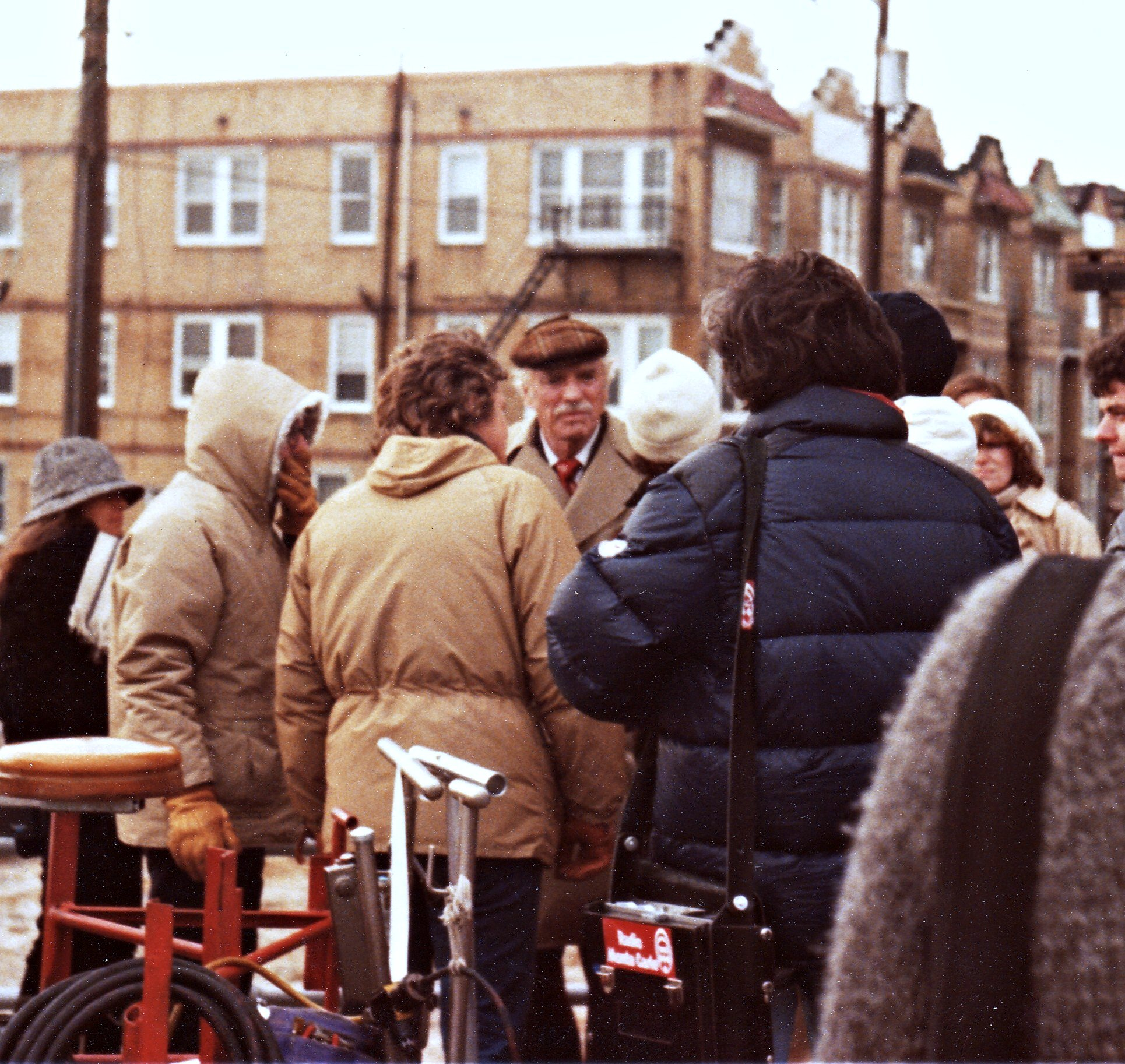
Берт Ланкастер на съёмках фильма

  - Лучшая мужская роль — Берт Ланкастер
  - Лучшая женская роль — Сьюзан Сарандон
  - Лучшая режиссура — Луи Маль
- 1982 Премия BAFTA
  - Лучшая картина
  - Лучший сценарий — Джон Гуар
- 1982 Премия «Золотой глобус»
  - Лучшая иностранная картина
  - Лучшая режиссура — Луи Маль
  - Лучшая мужская роль — Берт Ланкастер
- 1981 Премия «Сезар»
  - Лучший сценарий — Джон Гуар
  - Лучшая оригинальная музыка — Мишель Легран
- 1981 Премия «Джини»
  - Лучший иностранный актёр — Берт Ланкастер
  - Лучшая мужская роль второго плана — Роберт Джой
  - Лучшая операторская работа — Ричард Чюпка
  - Лучшие костюмы — Франсуа Барбо